# دیوید بن بشت
دیوید بن بشت (عبری: דוד בן בעש"ט‎؛ زادهٔ ۱۹۵۰) فرمانده نظامی بازنشسته اهل اسرائیل است. وی پیش‌تر فرماندهی نیروی دریایی اسرائیل را برعهده داشت.